# سزار بارونیوس
سزار بارونیوس (انگلیسی: Caesar Baronius؛ ۳۰ اوت ۱۵۳۸ – ۳۰ ژوئن ۱۶۰۷) کتابدار، مورخ، نویسنده، و کشیش کاتولیک بود.